# Ivar Sagmo
Ivar Sagmo (* 4. Januar 1941; † 9. September 2024) war ein norwegischer Germanist, Literaturwissenschaftler und Hochschullehrer.

## Leben
Ivar Sagmo war Professor emeritus für deutsche Literaturwissenschaft am Institut für Literatur, Kulturkunde und europäische Sprachen der Universität Oslo in Norwegen.
Zu seinen wissenschaftlichen Forschungsschwerpunkten gehören Werke der Vorklassik, der Klassik bis zur Romantik. Dabei stehen die Autoren Johann Gottfried Herder, Christoph Martin Wieland, Johann Wolfgang von Goethe und Georg Büchner im Zentrum seiner literaturwissenschaftlichen Forschungen. In seinen wissenschaftlichen Arbeiten über Sophie von La Roche untersuchte er Aspekte weiblichen Schreibens.
Ivar Sagmos Beschäftigung mit deutscher Literatur reicht bis zur Literarischen Moderne und schließt deutschsprachige Gegenwartsautoren ebenfalls mit ein. In verschiedenen Aufsätzen untersuchte er u. a. die Prosa von Thomas Bernhard und Peter Schneider.
Neben seiner Tätigkeit als Literaturwissenschaftler arbeitete Ivar Sagmo auch als Literaturhistoriker. So verfasste er Überblicksdarstellungen zur Geschichte der Germanistik in Norwegen und zur Rezeption deutschsprachiger Literatur in Norwegen.

## Publikationen (Auswahl)
- Bildungsroman und Geschichtsphilosophie. Eine Studie zu Goethes Roman „Wilhelm Meisters Lehrjahre“. Bouvier, Bonn 1982, ISBN 3-416-01653-X.
- Diätetik der Leidenschaften: Sophie von La Roche und ihr „Schönes Bild der Resignation“. In: Kurt Erich Schöndorf, Elin Nesje Vestli, Thomas Jung (Hrsg.): Aus dem Schatten treten. Aspekte weiblichen Schreibens zwischen Mittelalter und Romantik. Peter Lang, 2000, ISBN 3-631-37567-0, S. 45–58.
- Zu Herders Konzept für den »Gebrauch« nordischer Mythologie. In: Regine Otto, John H. Zammito (Hrsg.): Vom Selbstdenken. Aufklärung und Aufklärungskritik in Herders Ideen zur Philosophie der Geschichte der Menschheit. Synchron Wissenschaftsverlag der Autoren, 2001, ISBN 3-935025-25-4, S. 87–98.